# Rubanka, Bahmaci
Rubanka (în ucraineană Рубанка) este localitatea de reședință a comunei Rubanka din raionul Bahmaci, regiunea Cernihiv, Ucraina.

## Demografie
Componența lingvistică a localității Rubanka
     Ucraineană (98,58%)
     Rusă (1,13%)
     Alte limbi (0,14%)
Conform recensământului din 2001, majoritatea populației localității Rubanka era vorbitoare de ucraineană (98,58%), existând în minoritate și vorbitori de rusă (1,13%).